# Asmate transversata
Asmate transversata är en fjärilsart som beskrevs av Bytinsky-salz 1937. Asmate transversata ingår i släktet Asmate och familjen mätare. Inga underarter finns listade i Catalogue of Life.